# Pioneers Vorarlberg
I Pioneers Vorarlberg sono una squadra di hockey su ghiaccio di Feldkirch, nella regione austriaca del Vorarlberg. La squadra, fondata nella primavera 2022, è l'erede del Verein Eishockey Union Feldkirch ed è iscritta in ICE Hockey League. Le partite casalinghe si giocano nella Vorarlberghalle, arena da 5.200 posti a sedere.